# Liste der Kreisstraßen im Kreis Ostholstein
Die Liste der Kreisstraßen im Kreis Ostholstein ist eine Liste der Kreisstraßen im schleswig-holsteinischen Kreis Ostholstein.

## Abkürzungen
- K: Kreisstraße
- L: Landesstraße

## Liste
Straßen und Straßenabschnitte, die unabhängig vom Grund (Herabstufung zu einer Gemeindestraße oder Höherstufung) keine Kreisstraßen mehr sind, werden kursiv dargestellt. Der Straßenverlauf wird in der Regel von Nord nach Süd und von West nach Ost angegeben.
| Nr.  | Verlauf |
| ---- | --- |
| K 1  | L 55 in Sieversdorf – Malkwitz – Söhren – Benz – L 163 in Nüchel |
| K 2  | (Kreis Plön) – Kreisgrenze – Timmdorf – K 57 – L 56 in Bad Malente-Gremsmühlen |
| K 6  | L 176 – K 33 in Liensfeld |
| K 15 | L 181 – Offendorf – Kreuzkamp (– Abzweig zur Kreisgrenze) – Grammersdorf – Warnsdorf – Häven – in Niendorf/Ostsee                                                                                               |
| K 18 | K 37 in Malkendorf – Horsdorf – Pariner Berg – Groß Parin – L 309 in Bad Schwartau |
| K 32 | K 53 in Bosau – Kreisgrenze – (K 98 im Kreis Segeberg) |
| K 33 | K 6 in Liensfeld – Windberg – Klenzau – L 184 |
| K 35 | (K 69 im Kreis Segeberg) – Kreisgrenze – L 71 |
| K 36 | in Pönitz – Gleschendorf – K 62 – K 54 in Sarkwitz |
| K 37 | K 54 in Sarkwitz – Malkendorf – K 18 – Curau – L 184 – Dissau – K 52 – Obernwohlde – Krumbeck – K 18 – Kreisgrenze – (K 85 im Kreis Stormarn)                                                                   |
| K 39 | K 59 – Damlos – K 58 – Koselau – Quaal – Riepsdorf – L 231 |
| K40  | |
| K 41 | K 42 in Heiligenhafen – Dazendorf – Kembs – Teschendorf – Techelwitz – Altgalendorf – Kröß – in Oldenburg in Holstein                                                                                           |
| K 42 | – Heiligenhafen – K 41 – – Lütjenbrode – Großenbrode – |
| K 43 | Avendorf – L 217 – Blieschendorf – L 209 in Burg auf Fehmarn |
| K 44 | L 209 – Vitzdorf – Katharinenhof |
| K 45 | L 309 in Neustadt in Holstein – Sierksdorf – Haffkrug – / |
| K 46 | K 59 – Bentfeld – Brenkerhagen – in Grömitz |
| K 47 | in Gremersdorf – Neuratjensdorf – in Klaustorf |
| K 48 | – Weißenhäuser Strand – Klein Wessek – Dannau – in Oldenburg in Holstein |
| K 49 | in Puttgarden – K 63 – Niendorf – L 209 in Burg auf Fehmarn |
| K 50 | in Grube – Dahme – |
| K 51 | in Grönwohldshorst – Kellenhusen (Ostsee) |
| K 52 | L 71 – Cashagen – Dissau – K 37 – L 184 |
| K 53 | K 32 in Bosau – L 176 in Hutzfeld |
| K 54 | L 184 in Ahrensbök – Schwochel – K 36 – Sarkwitz – K 37 – L 309 in Pansdorf |
| K 55 | in Eutin – Groß Meinsdorf – Gothendorf – Barkau – in Pönitz |
| K 56 | /L 60 in Neukirchen – Siggen – Süssau – /L 59 |
| K 57 | (K 25 im Kreis Plön) – Kreisgrenze – Neversfelde – K 2 in Bad Malente-Gremsmühlen |
| K 58 | K 39 in Damlos – Schwienkuhl – Grünbek – Kabelhorst – L 58 – Manhagen – K 59 |
| K 59 | /L 59 in Oldenburg in Holstein – Lübbersdorf – K 60 – Siedlung Lübbersdorf – Sipsdorf – K 39 – Grüner Hirsch – Lensahn – L 58 – L 57 – K 58 – Nienrade – Beschendorf – Groß Schlamin – K 46 – Logeberg – /L 309 |
| K 60 | L 216 – Grammdorf – Johannisdorf – K 59 in Lübbersdorf |
| K 61 | – Röbel – Büjendorf – Roge – /L 309 in Neustadt in Holstein |
| K 62 | in Ahrensbök – Spechserholz – Havekost – Wulfsdorf – K 36 – Schulendorf – L 309 |
| K 63 | L 209 in Petersdorf – Schlagsdorf – Dänschendorf – Dorotheenhof – Gammendorf – Krummensiek – Johannisberg – Matthiasfelde – K 49 in Puttgarden                                                                  |